# 香港野豬問題

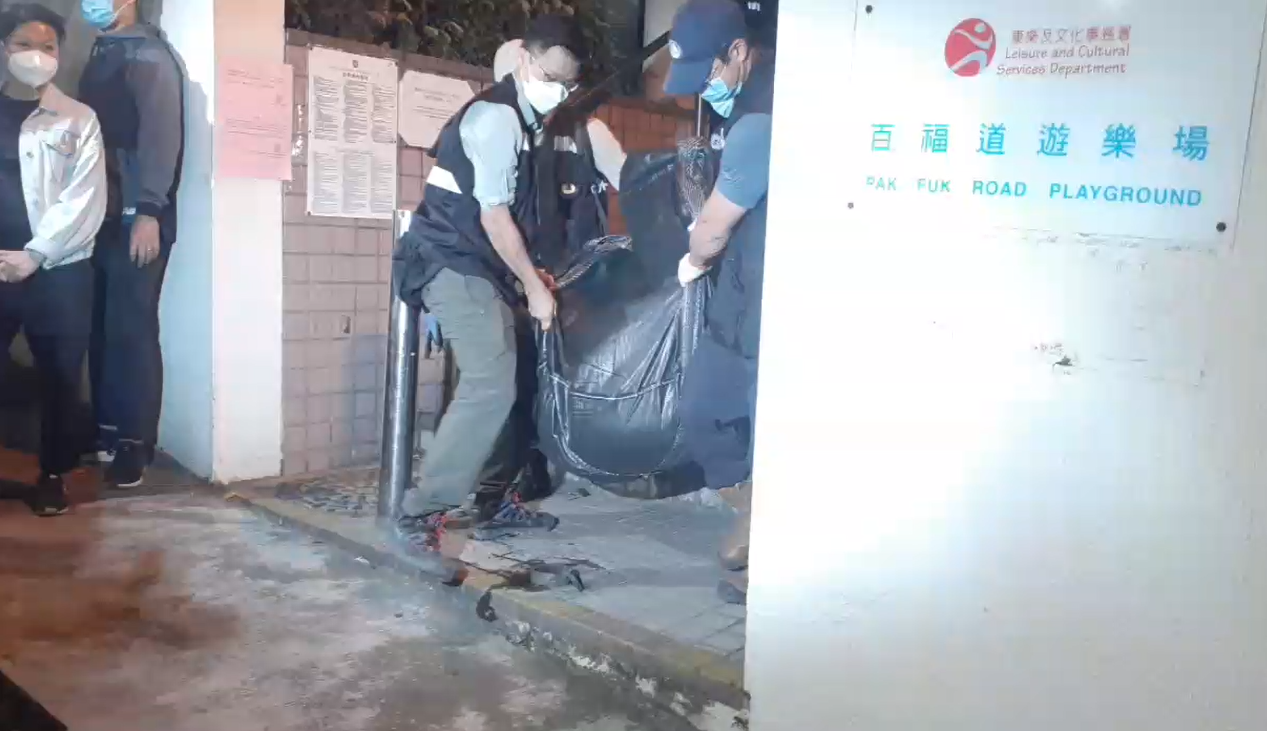
2021年11月30日，漁護署派出人員到北角百福道遊樂場捕野豬

香港野豬問題，是香港市民關注野豬滋擾事件，以及特別行政區政府針對野豬的相關管理議題。香港立法會於2022年研究野豬管控政策中，曾經提及在過去10年，有關野豬滋擾的投訴急增5倍，達至2021年有1,417宗投訴；統計在五年之內，立法會至少17次討論過野豬滋擾和管理議題。
野豬是在香港山野間常見的哺乳類動物，偶然會有動物因為覓食而誤闖市區的新聞，由於缺乏天敵，其數量與日俱增。據2020年估算，香港野豬數量達3,300頭。香港政府於2017年之前的政策是安排狩獵隊對野豬進行狩獵，及後改為較為人道的「捕捉、絕育、釋放」做法。
2021年11月，再有野豬誤闖市區，一名輔警在圍捕期間，被野豬咬傷。數日後，香港政府對野豬下格殺令，數以萬計的民眾及多個動物機構都表示關注及不滿，其誘捕手法更加被受各界評擊。

## 政策

### 1981-2017年
香港曾經有過兩隊民間的野豬狩獵隊，分別為大埔野豬狩獵隊及西貢野豬狩獵隊，隊員共有三十多人，有醫生、律師、退休警察及商人。前港督麥理浩於1981年應新界村民的要求允其成立。2017年警方停發槍牌，狩獵隊完成歷史任務，及後正式解散。

### 2017-2021年
2017年的政策由獵殺改為保育。據政府公佈顯示，從2017至2021年6月間，共捕獲803頭野豬，當中349頭被絕育或避孕，613頭被搬遷到更偏遠的郊野地點。

### 2021年
近年野豬滋擾主要由人為餵飼活動引起，縱使政府宣稱輔警被咬傷與政策再度改變無關，但亦可能是最後一根稻草，由於執法凌厲風行，坊間意見反應兩極。

## 事件

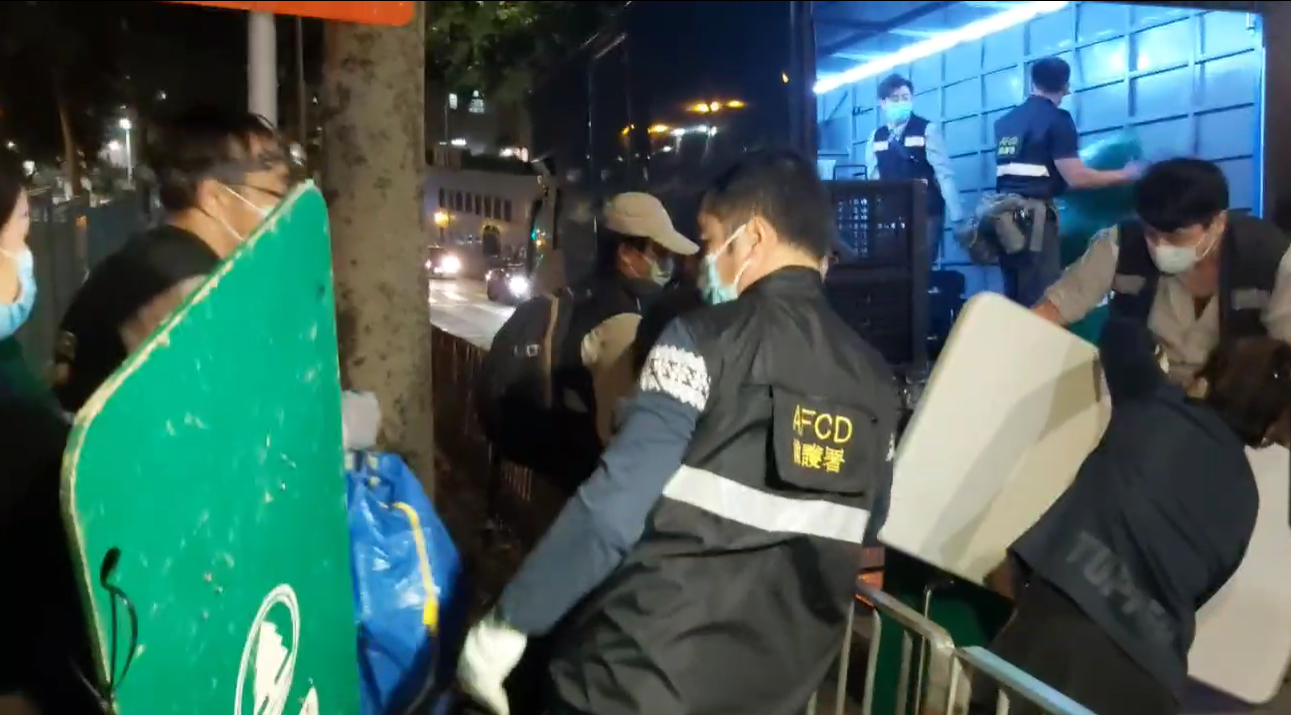
2021年11月30日，漁護署人員準備盾牌和帳篷

- 2021年11月9日，一隊漁農自然護理署（"漁護署"）和香港警察合組的隊伍出動到北角，試圖活捉一頭野豬，行動失敗，一名輔警被咬傷，野豬也在逃跑時從高處墮下死掉[9]。
- 同月17日，漁護署人員駕車到深灣道將一些麵包皮擺放於路邊誘豬，近10隻野豬聞到麵包氣味後，快速跑落山搶食，漁護署人員捕捉了至少7隻野豬並當場人道毀滅[22]。
- 同月30日晚上，漁護署人員在北角百福道遊樂場採取行動，並派出警員圍各個出入口。到晚上約10時，多名人員合力用黑色膠袋包裹的豬屍抬離現場。漁護署代表沒有回應記者提問便離開，有在場市民指罵漁護署人員無人性和可恥。[23]

## 各界反應

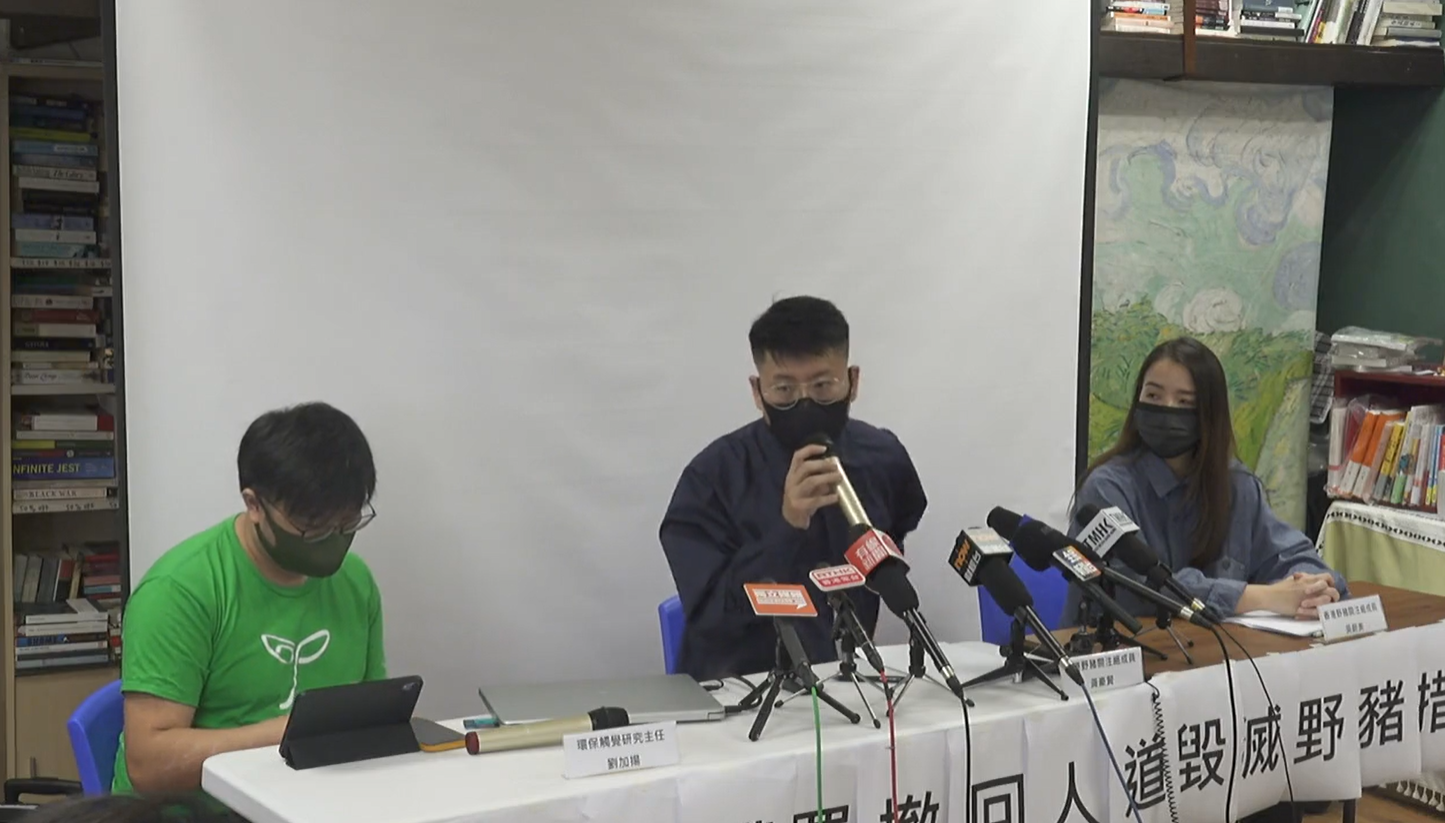
2021年11月29日，野豬關注組召開記者會，促請漁護署撤回捕殺市區野豬措施

- 漁護署署長梁肇輝在接受電視專訪時聲稱，就捕殺野豬事宜，事前已經諮詢過香港野豬關注組的意見，並得到了大部分成員的支持[24]。
- 香港野豬關注組幹事黃豪賢則澄清從來未有接獲漁護署的諮詢[24]，並質疑誘殺的做法血腥[25]。
- 香港愛護動物協會則批評政府拒絕接納意見，並嚴厲譴責是次行動[26]。
- 前天文台台長林超英認為以麵包作餌引誘野豬出沒，如同在家中設捕鼠器捉老鼠，誘殺可能是最舒服的死法[27]。
- 民間亦有意見認為政府一意孤行的做法，跟當日訂立國安法如出一轍，對如今政壇已變一言堂感無奈[28]。
- 多名建制派議員對獵殺野豬均表示支持[29]，甚至建議重設狩獵隊[30]。
- 美籍社會學者孔誥烽，將香港政府濫殺動物與中共1958年的打麻雀運動作類比，認為是香港走向極權的一個表徵，最後將會演變成政治事件[31]。

## 外部連結
- 野豬滋擾 （页面存档备份，存于），漁農自然護理署
- 經優化的野豬管理策略 （页面存档备份，存于），立法會
- 立法會十題：減少野豬造成的滋擾 （页面存档备份，存于），香港特別行政區政府新聞公報
- 立法會十二題：野豬造成滋擾問題 （页面存档备份，存于），香港特別行政區政府新聞公報